# Mariinszk

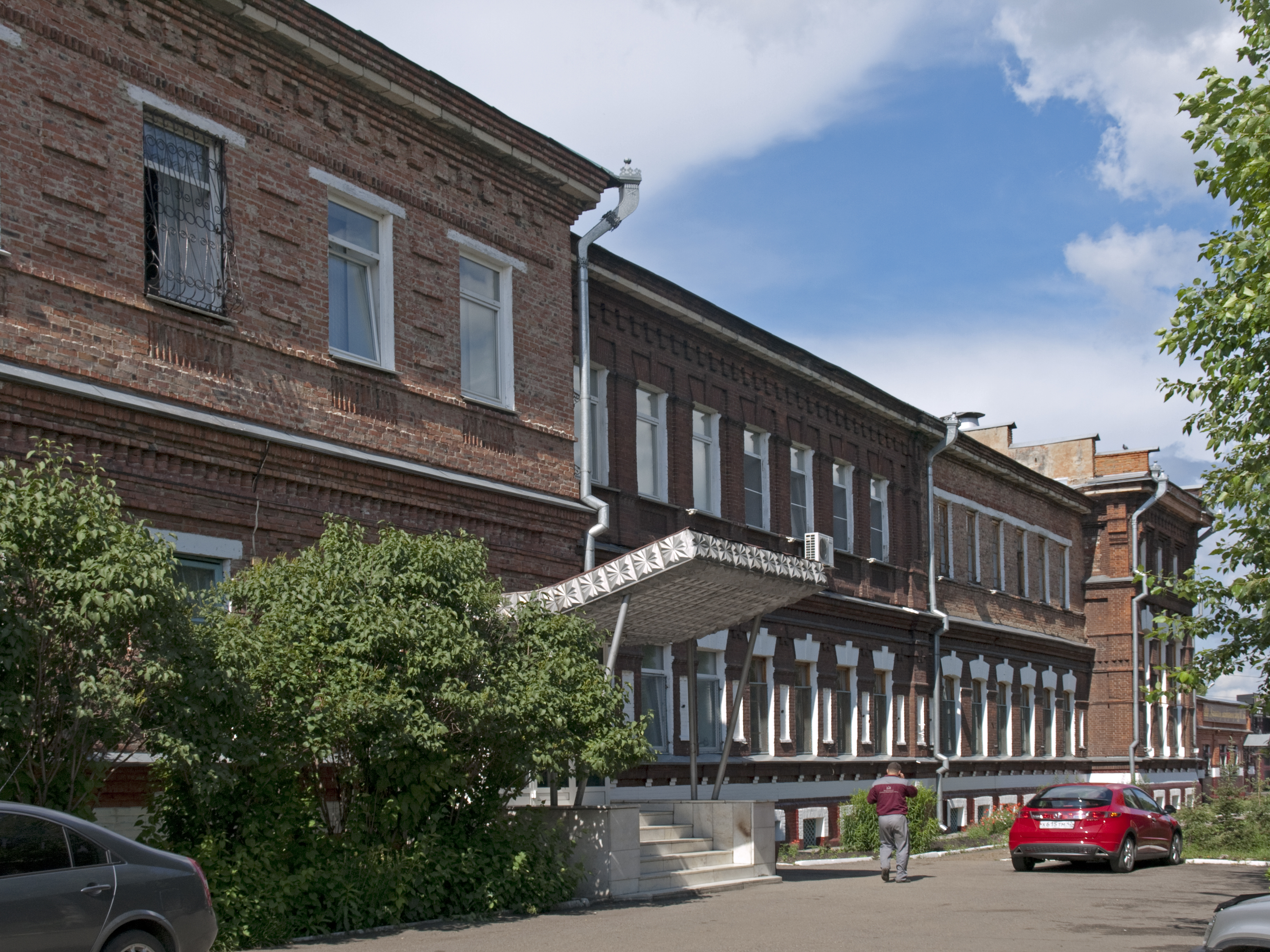
A szeszipari üzem épülete

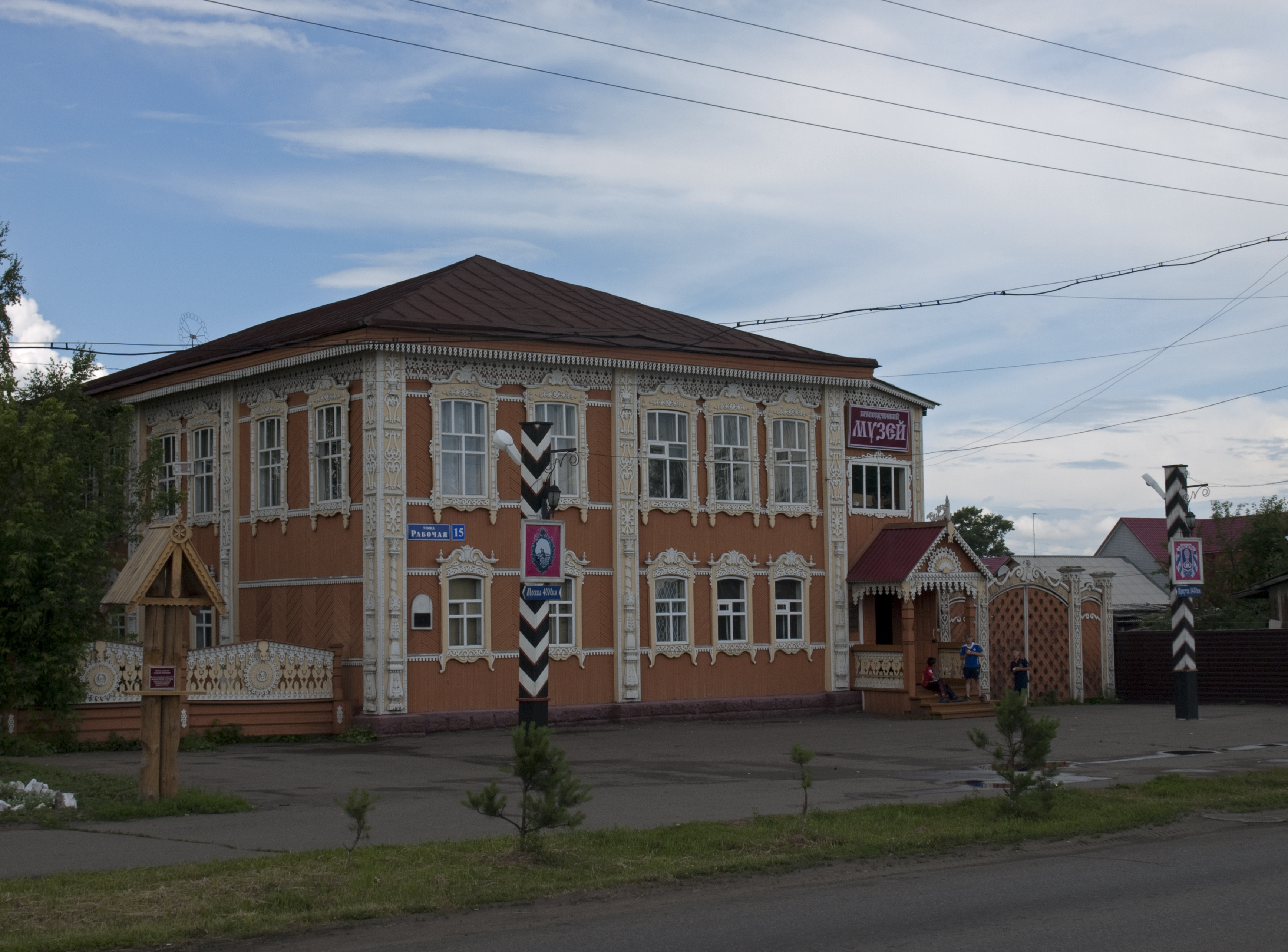
A városi múzeum

Mariinszk (oroszul: Мариинск) város Oroszország Kemerovói területén, a Mariinszki járás székhelye.
Népessége: 40 526 fő (a 2010. évi népszámláláskor).

## Elhelyezkedése
A Kemerovói terület északkeleti részén, Kemerovo területi székhelytől 178 km-re, a Kija (a Csulim mellékfolyója) alacsony bal partján helyezkedik el. A folyó itt 120-170 m széles és átlag 1,5-2,6 m mély.
Fontos közlekedési csomópont az R255-ös főút mentén, közúti átkelőhely, és a transzszibériai vasútvonal is itt keresztezi a Kiját. Az R255-ös főút délnyugat felé Kemerovóval, kelet felé a Krasznojarszki határterület városaival (Acsinszk– Krasznojarszk) biztosít közúi összeköttetést.

## Története
A folyóról elnevezett Kijszkoje orosz falu 1698-ban (más forrás szerint a 18. század elején) keletkezett; korábban a vidéket szölkupok lakták. A kis falu korai történetét meghatározta, hogy erre vezetett a Moszkvából kiinduló nagy szibériai postaút. 1829-ben a száműzetésre ítéltek csoportjai számára a faluban átmeneti (tranzit) fogolytelepet létesítettek. Ugyanekkor történt, hogy a Kija mellékfolyóinak hordalékában aranyat találtak. Kitört az aranyláz, a falu az aranyásók gyülekezőhelye, bázisa lett és gyorsan növekedett. A „közeli” tajga volt az első – és az 1830-as évek végéig a legjelentősebb – aranyásó körzet Szibériában. Később a kitermelés csökkent, az aranyásás keletebbre helyeződött és ott még nagyobb méreteket öltött.
1856-ban a falu városi rangot kapott. A következő évben az uralkodó engedélyével átnevezték Mariinszkra II. Sándor orosz cár felesége, Marija Alekszandrovna cárné tiszteletére. A következő nagy fellendülést a vasútépítés hozta: 1895-ben megépült a vasúti híd, kevéssel később az állomás is. A vasúton hullámokban érkeztek az európai országrészből Szibériába áttelepülök. A 19. század végén a városnak már 13 ezer lakosa volt, oroszokon kívül főként tatárok és kalmükök. 1902-ben a vasútállomás közelében nagy szeszfeldolgozó és -elosztóraktár létesült, később ez lett a város legnagyobb ipari üzeme. Az új szeszipari kombinátban a termelés 1937-ben kezdődött.
A régi, faházakból álló tranzit fogolytelep helyett már az 1870-es években új börtönépületet terveztek, de csak 1911-ben kezdték építeni és 1917 szeptemberében vették használatba. Ez a vörös téglából emelt 3-4 emeletes tömb lett a város legnagyobb épülete. Napjainkban is az eredeti célra használják, és a városban még a 2010-es években is 4-5 büntetés-végrehajtási intézmény, köztük egy rabkórház működött.
A szovjet korszakban, az 1930-as években Mariinszkban működött az ún. szibériai speciális rendeltetésű táborok (orosz rövidítése: SZIBLON, 1935-től SZIBLAG) egyik részlege, illetve 1933–1935-ben, majd 1943-tól a táborrendszer igazgatósága, valamint 1937-től a táborok elosztóközpontja és központi kórháza is.

## 21. század
A városnak nincs nehézipara és közelében nincsenek nagy ipari központok. Legnagyobb ipari létesítménye az 1937-ben megnyitott szeszipari kombinát, mely az ország egyik legrégibb élelmiszeripari szeszgyára volt. 2012-ben egy gazdasági társaság birtokába került, de a termelés újraindítása után három évvel ismét leállt, és 2016-ban a cég csődbement. A 2017 őszén tartott aukción a gyárat egy magánszemély vásárolta meg.
Mivel Mariinszk elkerülte az erőltetett iparosítást, részlegesen megőrizte a régi városképet. Belvárosában számos műemlék jellegű épület maradt fenn, melyek a hagyományos népi díszítő fafaragás vagy a 19. századi dekoratív téglaépítészet emlékei.

### Közlekedése
Évtizedekig a főutcán és az 1970-ben átadott vasbeton hídon haladt az országos jelentőségű R255-ös főút teljes átmenőforgalma. Öt évig építették és 2020. augusztus 15-én adták át a várost délről elkerülő új 2x1 sávos autóutat. A 19,2 km hosszú út befejező 3,2 km-es szakasza és felüljárója átadását 2021-re halasztották. Az átadott útszakasz legfontosabb műtárgya a Kiján átívelő 285 m hosszú közúti híd. Az elkerülőút végre tehermentesítette a belvárost, csökkentette a légszennyezést, és persze javította a 255-ös főút közlekedését.

### Történeti múzeuma
Mariinszk helytörténeti múzeumát 1979 elején nyitották meg. 2008-ban a város három múzeumi intézményének összevonásával egységes múzeumi szervezetet hoztak létre (музей-заповедник «Мариинск исторический»).
- Mariinszk város történeti múzeuma egy 20. század elején emelt kétszintes műemlék épületben kapott helyet, melyben eredetileg óra- és ékszerkészítő műhely, majd 1902-től nyomda működött. A kiállítás a nagy szibériai postaút és az aranyásás helyi történetével is foglalkozik. Az őslakos szölkupok hagyományos életmódját egy szabadtéri kiállítóhelyen elevenítették fel.[5] Korábban a sztálini lágerekre emlékező része is volt a kiállításnak (Политические репрессии 30-40-50-х годов), napjainkban a város szélén létesített emlékpark idézi azt a korszakot.[6]
- 2009-ben szintén egy dekoratív, százévesnél régebbi épületben új múzeum nyílt; ott az egykori orosz paraszti élet tárgyait és a hagyományos nyírfakéreg- (orosz nevén: береста, bereszta) kézművesség alkotásait mutatják be.[7]
- A harmadik részleg a város szülötte, V. A. Csivilihin író emlékháza, melyet részben az író szülőházából alakítottak ki.[8]

## Természetvédelem
A város közelében, a Kija túlsó partján található az Arcsekasz-hegy, a Kuznyecki-Alatau legészakibb nyulványa. A sík vidékből kiemelkedő alacsony hegy vagy inkább dombság népszerű kirándulóhely. Különleges növényvilága miatt az 1980-as évek óta védett hellyé akarták nyilvánítani, erre végül az elkerülőút építése miatt került sor. 2019 elején hivatalosan is bejelentették a természetvédelmi terület megalakítását. Az 1615 hektárnyi területen néhány ősi temetkezési halom, kurgán is található, melyek a bronzkori és a kora vaskori kultúrákból származnak.